# Julius Ullmann

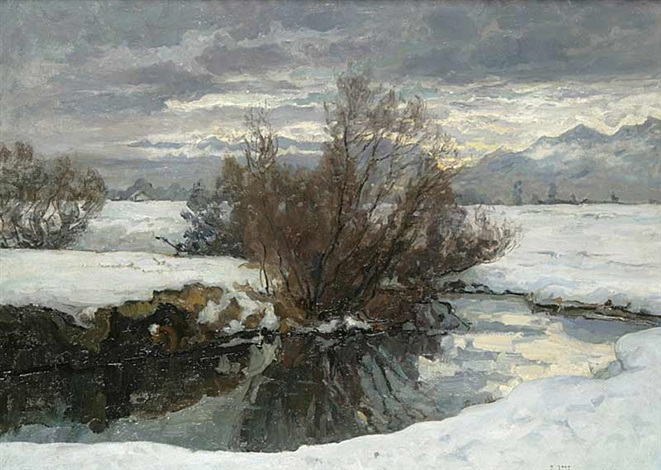
Winterlandschaft mit Teich

Julius Ullmann (* 7. April 1861 in Linz; † 1. August 1918 in Salzburg) war ein österreichischer Landschaftsmaler.
Nach einer Offiziersausbildung studierte Ullmann Malerei in Wien, an der privaten Malschule von Heinrich Knirr in München, bei Adolf Hölzel in der „Dachauer Malschule“ in der Künstlerkolonie Dachau sowie an der Pariser Académie Julian.
Ab 1907 war Julius Ullmann in Salzburg tätig. 